# Idioma panche
El panche es una lengua indígena extinta hablada hasta el siglo XIX sobre los ríos Gualí, Mariquita, Guarinó, Coello, San Francisco, Villeta, Seco, Magdalena y Fusagasugá, en los departamentos colombianos de Tolima y Cundinamarca.

## Clasificación
Sólo se conoce una breve lista de vocabulario de esta lengua de ocho palabras en total. Esa evidencia no permite clasificar adecuadamente la lengua por lo que se considera una lengua no clasificada (y probablemente inclasificable). La lista conocida es:
1. acaima 'persona importante'
2. xua 'español (blanco)'
3. pati Cataratas Tequendama'
4. panche 'Bagre (pez)'
5. patalo 'Pez con boca grande'
6. colima 'Asesino cruel'
7. xe 'hombre muy poderoso'
8. tolima 'nieve'

Según Simón, fuente de este vocabulario, los panches hablaban la misma lengua de los pijaos.